# Arno (département)
Pour les articles homonymes, voir Arno.
1808–1814
Entités précédentes :
- Royaume d'Étrurie

Entités suivantes :
- Grand-duché de Toscane

L’Arno est un ancien département français dont le chef-lieu était Florence. Il correspond essentiellement à la ville métropolitaine de Florence et aux provinces de Pistoia, d'Arezzo et de Prato de l'actuelle région italienne de Toscane.
Ce département a été créé par le sénatus-consulte du 24 mai 1808 à la suite de l'annexion du royaume d'Étrurie à l'Empire français. Il porte le numéro 112 dans la liste des 130 départements français de 1811

## Administration
Partagé à l'origine en trois arrondissements (Florence, Arezzo et Pistoie), il en comprend quatre en 1812 :
- Arrondissement de Florence :
  - Cantons de : Bagnoa-Ripoli, Barberino di Mugello, Borgo San Lorenzo, Campi, Saint-Casciano, Dicomano, Empoli, Fiesole, Florence (six cantons), Galluzzo, Greve, Lastra, Montelupo, Montespertoli, Pote à Sieve, Regello Scarperia, Sesto,  Tavarnella ;
- Arrondissement d'Arezzo :
  - Cantons de : Anghiari, Arezzo (deux cantons), Bibbiena, Borgo-San-Sepolcro, Castel–Focognano, Castel-San–Niccolo, Castiglion-Fiorentino, Civitella, Cortona, Figline, Fojano, Lucignano, Monte-San-Savino, Montevarchi, Pieve-San-Stefano, Poppi, Prato-Vecchio, San-Giovanni, Terra-Nuova ;
- Arrondissement de Modigliana :
  - Cantons de : Bagno, Firenzuola, Galeata, Marradi, Modigliana, Rocca, Saint-Casciano, Sestino ;
- Arrondissement de Pistoie :
  - Cantons de : Montale, Pistoie, Porta al Borgo (it), Porta-San-Marco (it), Prato-Ville, Prato-Contado San Marcello, Sambuca, Serravalle, Tizzana (it).

Le sud de l'empire français. Le département de l'Arno est situé au centre de la carte.

## Liste des préfets
| Période         | Période    | Identité                        | Fonction précédente     | Observation                                                                    |
| --------------- | ---------- | ------------------------------- | ----------------------- | ------------------------------------------------------------------------------ |
| 25 février 1808 |            | Jean Jacques Racault de Reuilly | Sous-préfet de Soissons | Nommé Maître des requêtes au conseil d'État                                    |
| 1808            |            | Alexandre Anisson-Dupéron       |                         |                                                                                |
| 16 mars 1809    | Avril 1814 | Jean Antoine Joseph Fauchet     | Préfet de la Gironde    | Nommé préfet de la Gironde (Cent-Jours) élu Député à la Chambre des Cent-Jours |

## Liste des députés

Armes de Florence sous l’Empire

| Période                                  | Période     | Identité          | Étiquette                           | Qualité                                |
| ---------------------------------------- | ----------- | ----------------- | ----------------------------------- | -------------------------------------- |
| 5 juillet 1809                           | 4 juin 1814 | Giovanni Fabbroni | (Nommé par l'Empereur)              | Physicien, chimiste et agronome toscan |
| 5 juillet 1809                           | 4 juin 1814 | Charles Fabbroni  | (Désigné par le Sénat conservateur) | Frère du précédent                     |
| Les données manquantes sont à compléter. |             |                   |                                     |                                        |